# 2x
2x è un singolo della cantante austriaca Mathea, pubblicato il 19 ottobre 2018 su etichetta discografica Earcandy Recordings come primo estratto dall'EP M1.

## Tracce
1. 2x – 3:22

## Classifiche
| Classifica (2019) | Posizione massima |
| ----------------- | ----------------- |
| Austria           | 1                 |
| Germania          | 49                |